# 古勒姆特区

联邦直辖部落地区

古勒姆特区是巴基斯坦联邦直辖部落地区的一个特区。总面积3380 km²，总人口448310(1998)，人口密度133/km²。主要语言有普什图语、乌尔都语及英语。行政中心位于帕拉奇纳。

## 行政区划
古勒姆特区辖2个乡。